# Ed van der Elsken
Ed van der Elsken (Amsterdam, 10 mars 1925 - Edam, 28 décembre 1990) est un photographe néerlandais.
Il a publié une vingtaine de livres dont le célèbre Une histoire d'amour à Saint-Germain des Prés.

## Biographie
Ed van der Elsken naît le 10 mars 1925 à Amsterdam, aux Pays-Bas. Âgé de 18 ans, il étudie la sculpture dans une école d'art d'Amsterdam mais l'occupation nazie le contraint à quitter l'école. En 1944, il part se réfugier dans le sud des Pays-Bas. Il rejoint, après la bataille d'Arnhem, les forces de libération alliées. Après la guerre, il entreprend des études par correspondance, auprès de l'école de photographie professionnelle de La Haye. Il échoue aux examens.
C'est en 1947 qu'il va, pour la première fois, photographier la rue. Son premier voyage en France lui permet de réaliser des images à Paris et à Marseille. Ces images lui ouvrent la porte de la GKf, l'association de photographes la plus importante des Pays-Bas.

### Paris
Il décide de s'installer à Paris en 1950. Il travaille pendant six mois chez Pictorial Service, le laboratoire photographique très proche de Magnum. Il a ainsi l'occasion d'effectuer les tirages des clichés de photographes renommés : Henri Cartier Bresson, Robert Capa, David Seymour.
Il connaît peu de monde, mais prend plaisir à photographier Paris lors de ses nombreuses promenades. Il fréquente les cafés de Saint-Germain-des-Prés et réalise de nombreuses images du quotidien des figures de la bohème parisienne de la rive gauche. Il fait ainsi la connaissance de celle qui sera sa muse : Vali Mayers, une artiste australienne. Elle inspire à Van der Elsken de nombreux portraits.
En 1953, Edward Steichen est alors conservateur du département photographique du Museum of Modern Art de New York. Il fait la rencontre de Van der Elsken et se déclare très impressionné par son travail. Il invite l'artiste à faire un livre. À l'occasion de l'exposition Postwar European Photography au MoMa, il présente un grand nombre des images de Van der Elsken. Il en choisit également une, en 1955, pour son exposition Family of Man. En 1956, est publié un livre intitulé Love on the Left Bank. Encouragé par Steichen, Van der Elsken réalise ce livre  qui raconte une histoire d'amour, dont l'héroïne, Ann, est interprétée par Vali Mayers.

### Amsterdam
Van der Elsken retourne vivre à Amsterdam en 1955. Il travaille alors à des commandes passées par des magazines. L'une d'elles, assez célèbre, est consacrée aux délinquants, et publiée dans le magazine Vrij Nederland.
La même année, invité par son beau-frère, il s'envole pour l'Afrique. De ce voyage naît en 1958 Bagara, récit de voyage poétique, engagé, à visée non anthropologique.
En 1960, il effectue un tour du monde de quatorze mois. À l'issue de ce voyage, il souhaite publier Crazy World, le récit de son voyage. Mais il rencontre  des difficultés. Découragé, il entre dans une période d'inactivité photographique qui durera cinq ans. Pour pallier cette déception, il se tourne vers la vidéo et réalise Welkom in het leven, lieve kleine (Bienvenue dans la vie, cher petit).
Entre 1966 et 1979, Van der Elsken réalise de nombreux reportages pour le magazine Avenue : images de voyages mis en relation avec les textes d'écrivains connus. Ces images sont publiées en 1977 dans le livre Eye love you. 
Il réalise par ailleurs deux reportages pour la télévision hollandaise, dont l'un, réalisé en 1974, traite de la famine au Bangladesh.
S'ensuit une période sans photographie, ni même vidéo.
Après un divorce (son deuxième), il s'installe à la campagne avec sa nouvelle compagne, dont il a un fils. De cette période naît Avonturen op het Land, ode à la vie rurale, au bonheur qu'il connaît alors entouré de sa femme et de son fils.
Dans la deuxième moitié des années 1980, Van der Elsken passe beaucoup de temps au Japon, il effectue également un voyage en Corée.
En 1988, il apprend qu'il est atteint d'un cancer de la prostate. Il éprouve le besoin de filmer l'avancée de sa maladie, dans le film Bye, tout en travaillant à un livre sur Hong Kong (publié à titre posthume en 1997).
Ed van der Elsken meurt le 28 décembre 1990 à Edam.

## Son œuvre
Son œuvre à travers quelques thèmes :
- Le regard du photographe

Il disait de lui-même qu'il était un homme au regard béni. 
Cees Nooteboom, écrivain néerlandais, a déclaré : « il ne voyait du monde que ce qu'il pensait du monde ».
- Attachement au corps

Selon Hripsime Visser, Van der Elsken photographie à la manière d'un sculpteur, ce qu'il aurait aimé être : 
« Il travaille avec la masse et le volume, la lumière et l'obscurité, la forme et le spatial. »
Il aimait se promener dans les villes, parler avec les gens. Il s'attachait à photographier le langage des corps. À Saint-Germain-des-Prés, dans les cafés, il photographie les corps harassés de fatigue, l'abandon dû à l'alcool, la danse, le plaisir sexuel. Il sait être photographe de l'intime, et en cela il se rapproche du travail de la photographe Nan Goldin. Comme elle, Van der Elsken s'est immiscé dans les moments d'intimité de ses amis, en les photographiant pendant leurs relations sexuelles, par exemple.
- Le Japon

À partir des années 1980, Van der Elsken se rend fréquemment au Japon : c'est en effet un pays qui l'attire beaucoup. Il travaille  à l'élaboration d'un livre, De Ontdekking van Japan, (La découverte du Japon). Il s'intéresse notamment à l'écart qui se creuse entre le Japon traditionnel et le mode de vie des jeunes Japonais. Comme à Amsterdam et Paris, il photographie la rue, et des personnalités atypiques : les yakuza (criminels japonais), les sumos et les geishas.
Van der Elsken connaît un grand succès au Japon : il y publie plusieurs livres, et des expositions lui sont consacrées. En 1993, soit trois ans après son décès, une grande rétrospective intitulée Once Upon A Time est présentée à Tokyo et à Osaka.
- Le jazz

En septembre 1955, Van der Elsken assiste à son premier concert de jazz. Il devient alors un fan inconditionnel, assistant à de nombreux concerts. Il photographie les plus grands jazzmen : Miles Davis, Chet Baker, Louis Armstrong, Ella Fitzgerald. Il les photographie  dans l'abandon le plus total, en pleine extase. Il réalise des portraits très contrastés, avec beaucoup de grain, parfois très serrés sur les visages. Il publie ces images dans Jazz, en 1959.
- Influences

Lors de l'exposition Postwar European Photography du MoMa de New York en 1953, les critiques firent un parallèle entre l'œuvre de Van der Elsken et celle de Weegee. Effectivement, Van der Elsken ne déclare d'autre influence que le livre Naked City de Weegee. Il partage les mêmes sujets, des individus en marge de la société, appartenant aux milieux défavorisés.
- Eye love you

De ce livre, Van der Elsken dira :
« C'est un livre d'êtres humains, un livre de femmes/d'hommes, un livre de libido, de sexe, d'amour, d'amitié. Un livre de bonheur, de souci, de souffrance, de mort, de conflit, de courage, de vitalité. »

## Publications
- 1956 : Een Liefdesgeschiedenis in Saint Germain des Pres (Une Histoire d'amour à Saint-Germain des Prés) ; réédité en 2013 par Aman Iman,
- 1956 : Love on the Left Bank
- 1958 : Bagara
- 1959 : Jazz
- 1966 : Sweet Life
- 1977 : Eye Love You
- 1978 : Hallo
- 1980 : Avonturen op het Land
- 1981 : Paris! photos 1950-1954'
- 1984 : Amsterdam?
- 1985 : Are you famous?
- 1988 : De Ontdekking van Japan
- 1991 : Once Upon a Time
- 1995 : L'amour !
- 1997 : Hong Kong
- 1997 : Leve ik!
- 2017 : La vie folle • édition française de Leve ik!, Éditions Xavier Barral, Paris -  (ISBN 978-2-36511-128-7)
- 2017 : La cámara enamorada, textes de Hripsimé Visser, Nan Goldin, David Campany, Susan Aasman, Valérie Jouve, Paulien Oltheten, 288 pages, Fundación Mapfre, Madrid -  (ISBN 978-8-49844-661-6)
- 2019 : Lust for Life, Dewi Lewis Publishing / Musée de la photographie des Pays-Bas-  (ISBN 978-1-91130-650-4)

## Expositions
- 2019 : Lust for Life, Musée de la photographie des Pays-Bas, Rotterdam

## Filmographie
- Hands, 1960
- Dylaby, 1962
- Welkom in het leven, lieve kleine, 1963
- Het Waterlooplein verdwijnt, 1967
- De Verliefde Camera, 1971
- Death in the Port Jackson Hotel, 1972
- Bye, 1990